# Emil Weyr
Emil Weyr   (Praga, 31 d'agost de 1848 - Viena, 25 de gener de 1894) va ser un matemàtic txec, professor de la universitat de Viena.

## Vida i Obra
Weyr era fill d'un professor d'institut de física i matemàtiques. De 1859 a 1865 va fer els seus estudis secundaris a la Deutsche Realschule del carrer Mikulandská de Praga (els seus pares parlaven alemany i només utilitzaven el txec com segona llengua). A partir de 1865 va estudiar a l'Escola Politècnica de Praga amb el professor Heinrich Durège qui el va concencer d'acabar els seus estudis universitaris a la universitat de Leipzig, en la qual es va doctorar el 1869, dirigit per Carl Neumann. Aquest mateix any i el següent, van publicar-se dos dels seus llibre més importants: Theorie der mehrdeutigen geometrischen elementargebilde (Teoria de les estructures geomètriques elementals ambigües, 1869) i Geometrie der räumlichen Erzeugnisse ein-zwei-deutiger Gebilde (Geometria dels productes espacials d'entitats unidimensionals, 1870).
El 1870, quan estava planejant un viatge d'estudis a París, va esclatar la guerra francoprussiana i va decidir canviar la seva destinació, anant a Itàlia, on va conèixer els professors Luigi Cremona i Felice Casorati, els quals van exercir una forta influència en la seva obra (sobre tot, el primer).
En retornar a Praga, va ser nomenat professor de l'Escola Politècnica de Praga i, posteriorment, el 1875, de la universitat de Viena, ciutat en què va morir el 1894.
Weyr va escriure uns quants texts importants de geometria en txec, en alemany, en francès i en italià. Va fer alguns descobriments en geometria projectiva i també es va interessar en la seva història, escrivint un llibre sobre la geometria de l'antic Egipte: Ueber die Geometrie der alten Aegypter (1884).